# Bousculade du mont Méron
La bousculade du mont Méron est un mouvement de foule survenu en Israël le 30 avril 2021 à l'occasion des festivités de Lag Ba'omer au cours desquelles un important pèlerinage a lieu au mont Méron, en Galilée, dans le Nord du pays.
L'accident fait 45 morts et plus de 150 blessés. Le Premier ministre israélien Benyamin Netanyahou déclare que la catastrophe est « l'une des plus graves qui aient frappé l'État d'Israël » et décréte un jour de deuil national, le dimanche 2 mai 2021,.

## Contexte
Le pèlerinage sur la tombe de Rabbi Shimon bar Yohaï sise au mont Méron, représente selon de nombreux kabbalistes la raison profonde de Lag Ba'omer car le rabbin aurait reçu la permission de dévoiler en ce jour les enseignements ésotériques sur la Torah qui seront ensuite rassemblés dans le Zohar.
Attesté depuis plusieurs siècles, il devient, après la création de l’État d’Israël et l’amélioration des moyens de transport, un événement de masse auquel participent des centaines de milliers de visiteurs — pour la plupart des Hassidim — à partir de la deuxième décennie du 21e siècle. Plusieurs bûchers sont allumés, l’allumage principal ayant lieu en début de nuit dans une synagogue située à même le mausolée.
La pandémie de COVID-19 perturbe le bon déroulement de cette célébration car le gouvernement israélien, craignant des contaminations de masse, impose d’importantes restrictions au pèlerinage. L’interdiction de rassemblement de plus de mille personnes est levée en 2021, alors que la campagne de vaccination israélienne a significativement fait reculer la maladie, et les pèlerins vaccinés sont autorisés à se rendre au mont Méron.
En outre, se basant sur le calendrier hébraïque le 33e jour de l’omer en 2021 débute un jeudi soir, et les festivités qui s’étalent d’ordinaire sur une journée (c’est-à-dire 24 heures), doivent se concentrer sur 14 heures pour éviter de profaner le chabbat.
Or, l’état des lieux, un ensemble de vieilles bâtisses agrandies sans supervision gouvernementale pour accueillir les foules, et l’étroitesse des routes qui y mènent, laquelle compromettrait la libre circulation des secours en cas d’incidents impliquant un grand nombre de blessés, a fait l’objet d’un rapport du contrôleur de l’État (he) dès 2008, suscité l’étonnement de Miri Regev (devenue  ministre des transports, le 17 mai 2020) quant à l’absence de régulateur en 2014 puis l’inquiétude de David Amsalem qui remet les conclusions du comité de la protection de l'intérieur et de l’environnement à la Knesset en 2017.
Un an plus tard, le journaliste haredi Arye Erlich tente lui aussi de tirer la sonnette d’alarme sur le goulot humain qui pourrait se former à la sortie de l’allumage organisé pour les hassidism de Toldot Aharon, évoquant la bousculade qui a causé la mort de deux étudiants lors des funérailles du rabbin Shmuel Wosner en 2015.
La Police d'Israël se prépare à l’événement dès janvier 2021. De nombreuses simulations concrètes sont menées conjointement avec des organisations de secours publiques et privées, certains prenant en compte l’évacuation de blessés et de morts ; le 19 avril, les préparatifs sont présentés et approuvés par l’Inspecteur Général Yaakov Shabtaï et le Ministre de l’Intérieur Amir Ohana ; ils prévoient le déploiement de quelque deux-cent cinquante ambulances du Magen David Adom, épaulés par des équipes d’Ezer Mizion (en), Hatzalah et ZAKA, et la présence de cinq mille policiers. La plupart des discussions sur la tenue de l’évènement en cabinet ministériel, porte cependant sur le risque de nouvelles contaminations en raison de la densité des populations et les craintes de nouveaux variants.

## Déroulement
(mai 2021).
Si vous disposez d'ouvrages ou d'articles de référence ou si vous connaissez des sites web de qualité traitant du thème abordé ici, merci de compléter l'article en donnant les références utiles à sa vérifiabilité et en les liant à la section « Notes et références ».
L’évènement s’étant produit près de minuit, seules quelque cent mille personnes sont arrivées au mont Méron contre le quart de million habituel. Cependant, les contraintes horaires provoquent déjà un important mouvement de foule, et plusieurs dizaines de personnes doivent être prises en charge par les équipes de premiers soins avant le début de la bousculade. Celle-ci se produit après l’allumage du bûcher réservé aux hassidim de Toldot Aharon : après le début des danses, des centaines de personnes quittent les lieux, sortant par une pente au sol métallique ; n’ayant aucune rampe pour se retenir, ils s’appuient les uns contre les autres. Arrivés à un tunnel étroit, divers participants de la procession glissent sur le sol ou des marches de pierre sont trempées d’eau ou de jus de fruit, que des organisations d’accueil avaient bénévolement distribué aux pèlerins. Ils sont écrasés et asphyxiés par les suivants tandis que des policiers les auraient, aux dires de témoins, empêché de progresser. Les images du drame montrent des parois s’affaisser sous le poids de la masse humaine qui a perdu le contrôle du mouvement tandis que des vagues humaines s’écrasent l’une après l’autre. Ce n'est cependant que vers 0:50 que la musique joyeuse est interrompue pour demander à plusieurs reprises aux participants de laisser les secours passer.
L'ancien grand-rabbin d'Israël Israel Meir Lau, présent, lance un appel au calme et avec d'autres rabbins dit des psaumes pour les blessés.

## Enquête
Au 6 mai, aucune enquête officielle d'État n'a été lancée mais différentes autorités comme le Contrôleur d'État Matanyahu Englman (en) ou la police ont débuté leur propre enquête. Selon le Times of Israel, « d’anciens responsables de la police ont déclaré que l’on craignait depuis des années qu’une tragédie ne survienne en raison des foules massives et du manque de surveillance à Lag Ba'Omer » et que des pressions par les députés religieux demandaient qu’aucune limite ne soit imposée au nombre de participants en raison de la pandémie de COVID-19. Finalement, le 20 juin 2021, après la formation du nouveau gouvernement auquel ne participent pas les partis ultra-orthodoxes, une commission d'enquête gouvernementale est mise en place.
Interrogé par cette commission le 21 juillet 2022, le Premier ministre de l'époque Benyamin Netanyahou déclare : « Je ne savais pas qu’il y avait un sérieux problème de sécurité. J’ai assumé la responsabilité de ce qui se passait à ce moment-là, à savoir, la catastrophe épidémiologique — le COVID — que j’ai su empêcher. Je ne peux pas assumer la responsabilité de ce dont je n’avais pas connaissance ». Ceci semble être en contradiction avec d'autres témoignages de responsables.
Le 6 mars 2024, la commission d'enquête dénonce dans son rapport la responsabilité personnelle de Benyamin Netanyahou,.

## Victimes
Parmi les quarante-cinq victimes figurent au moins vingt-quatre étudiants de Yechiva (dont la Yechiva de Mir à Jérusalem (trois) et de Brachfeld (un) ; un de la Yechiva de Ponevezh à Bnei Brak) et des jeunes garçons. Six victimes sont des citoyens américains, deux sont canadiens, un est argentin. Deux familles perdent deux enfants (deux frères Israéliens âgés de 14 ans et 9 ans ; deux frères Franco-israéliens de 18 ans et 12 ans). La plus jeune victime est âgée de 9 ans.

## Aide
La population israélienne se mobilise pour venir en aide aux victimes et à leurs familles. L'aide est offerte par les juifs (religieux et non religieux), les Arabes, les Druzes. De longues lignes se forment pour donner du sang, particulièrement du type O. À Tel Aviv-Jaffa, les éventuels donneurs sont si nombreux, qu'on leur demande de revenir dimanche. Certains attendent des heures sous le soleil pour donner de leur sang. Le vendredi 30 avril 2021, on compte 2 208 donneurs dont le premier ministre israélien Benyamin Netanyahou. De l'eau, de la nourriture, de l'hébergement, des prières sont offerts.

## Réactions et condoléances
- Le président des États-Unis, Joe Biden téléphone au premier ministre israélien Benyamin Netanyahou, vendredi 30 avril 2021. Netanyahou reçoit aussi des appels du président de la Russie Vladimir Poutine, du premier ministre de l'Inde, Narendra Modi, de leaders européens et de leaders arabes, dont ceux du Bahrein et des Émirats arabes unis[20].
- Le président de l'État d'Israël, Reuven Rivlin, reçoit un coup de téléphone du roi de Jordanie, Abdallah II[20].
- La reine d'Angleterre, Élisabeth II envoie un message de condoléances au président Rivlin[20].
- Le président de l'Autorité palestinienne, Mahmoud Abbas envoie une lettre de condoléances au président Rivlin[20].
- Le premier ministre britannique Boris Johnson et le chancelier fédéral d'Autriche Sebastian Kurz écrivent des messages de condoléances sur Twitter[20].